# Улица Балицкого (Чернигов)
Улица Балицкого (укр. Вулиця Балицького) — улица в Деснянском районе города Чернигова. Пролегает от улицы Александровская до улицы Кольцевая, исторически сложившаяся местность (район) Александровка.
Нет примыкающих улиц.

## История
Согласно Топографической карте М-36-015, по состоянию местности на 1985 год улица не была проложена.
Заводская улица переименована, после вхождения села Александровка в состав города Чернигова, для упорядочивания названий улиц, поскольку в Чернигове уже была улица с данным названием в районе Красного Хутора. 
12 сентября 2003 года получила современное название — в честь Героя Советского Союза Григория Васильевича Балицкого, согласно Решению Черниговского городского совета (городской глава А. В. Соколов) 33 сессии 6 созыва «Про переименование улиц города» («Про перейменування вулиць міста»).

## Застройка
Улица пролегает в юго-западном направлении — параллельно улицам Комочкова и Сергея Ефремова. Парная и непарная стороны улицы заняты усадебной застройкой, частично застроена. 
Учреждения: нет